# 德拉恰鄉
德拉恰鄉（羅馬尼亞語：Dracea）是羅馬尼亞的鄉份，位於該國南部，由特列奧爾曼縣負責管轄，面積42平方公里，海拔高度63米，2007年人口1,869，人口密度每平方公里44人。